# Prix Penfield
Le Prix Penfield de la Ligue canadienne contre l'épilepsie est remis annuellement a quelqu'un ayant eu une contribution significative pour combattre l'épilepsie au Canada.

## Lauréats
- 1982 - Theodore Rasmussen
- 1983 - Brenda Milner
- 1984 - Preston Robb
- 1987 - J and K Metrakos
- 1988 - Juhn Wada
- 1990 - P Gloor
- 1997 - W Blume
- 1999 - Frederick Andermann
- 2001 - J M Ste Hilaire
- 2003 - P and C Camfield
- 2005 - Brenda Milner